# Pterogoniadelphus
Pterogoniadelphus là một chi rêu trong họ Leucodontaceae.